# Schicksalsmelodie (Film)
Schicksalsmelodie ist eine US-amerikanische Filmbiografie aus dem Jahr 1957.
Der Film beruht zu weiten Teilen auf der wahren Geschichte des Sängers und Komikers Joe E. Lewis, der 1927 von Handlangern Jack McGurns, einem Vertrauten von Al Capone, schwer verletzt wurde, als Lewis seinen Vertrag im Nachtclub Green Mill nicht verlängern wollte.

## Handlung
Chicago ist Ende der 1920er Jahre geprägt von der Prohibition. Gangster, die sich mit dem Alkoholschmuggel ihren Lebensunterhalt verdienen, prägen das gesellschaftliche Leben. Einer dieser Gangster ist Georgie Parker, der den Nachtclub Club 777 besitzt. Hier tritt der Sänger Joe E. Lewis auf. Joe hat ein Angebot der Konkurrenz. Sein Klavierbegleiter Austin Mack warnt Joe. Aber auch die Morddrohung von Tim Coogan, einem Killer von Georgie Parker kann ihn nicht davon abhalten, das Angebot anzunehmen. Der Eröffnungsabend im neuen Club The Valencia ist ein voller Erfolg und wenig später kann Joe sogar einen Plattenvertrag unterzeichnen. Doch der Erfolg ist nur von kurzer Dauer. Joe fällt einem Mordanschlag zum Opfer. Er überlebt schwer verletzt, verliert aber seine Stimme, da seine Stimmbänder durchtrennt wurden. Nachdem Joe das Krankenhaus verlässt, wird sein Attentäter Coogan ermordet. Joe verschwindet aus der Stadt. Seine Freunde Austin Mack und Swifty Morgan erfahren von der Polizei, dass ihr Freund jedoch nicht der Mörder war. Die Freunde verlieren sich jedoch aus den Augen.
1937 trifft Swifty Joe zufällig in New York wieder. Er arbeitet jetzt als stummer Clown in einem Varieté. Swifty und Austin überreden Joe, es wieder als Sänger zu versuchen. Bei seinem ersten Auftritt muss er jedoch feststellen, dass er die hohen Noten nicht mehr trifft. Er verwandelt den Auftritt jedoch in eine Clownerei und führt so den Auftritt doch noch zum Erfolg. Als Komiker beginnt er eine neue Karriere. Wieder ist Austin Mack sein Klavierbegleiter. Doch die neue Karriere ist nicht befriedigend für Joe. Er verfällt dem Alkohol. Auch die Beziehung zu seiner neuen Freundin Letty Page wird davon in Mitleidenschaft gezogen. Als 1941 nach dem Angriff auf Pearl Harbor seine Vorstellungen abgesagt wird, kündigt Joe und verlässt auch Letty. Er geht mit Austin als Unterhaltungskünstler nach Übersee.
Monate später kehrt Joe zurück. Er möchte zu Letty zurück, muss aber von Cassie Mack, der Ehefrau von Austin erfahren, dass Letty bereits verheiratet ist. In seinem Frust heiratet er die Tänzerin Martha Stewart. Nach der Hochzeit beginnt das junge Paar wieder mit der Nachtclubarbeit. Martha zieht es nach Hollywood und Joe nach Las Vegas. Die Trennung lässt die Ehe schnell scheitern. Martha hat nur ihre Karriere im Kopf und Joe trinkt und spielt in Las Vegas. Als Martha Joe in Las Vegas betrunken antrifft, reicht sie die Scheidung ein. Joe wird in der gleichen Nacht in eine Schlägerei verwickelt, wobei er auch seinen Freund Austin Mack verletzt. Plötzlich steht er allein da und kehrt nach Chicago zurück. Hier denkt er an sein verpfuschtes Leben zurück und beschließt ein Leben ohne Alkohol.

## Kritiken
„Atmosphärisch dichter Gangsterfilm mit zahlreichen Musikeinlagen.“

## Auszeichnungen
Komponist Jimmy Van Heusen und Songtexter Sammy Cahn erhielten für den Song All the Way 1958 einen Oscar.